# Sandelermöns
Sandelermöns (auch Sandeler Möns geschrieben) ist ein Stadtteil von Jever im niedersächsischen Landkreis Friesland in Niedersachsen. Der Ort liegt sechs Kilometer südwestlich von Jever an der L 813.

## Name
Der Ortsname Sandelermöns (auch Sandeler Möns geschrieben) besteht aus zwei Teilen: Der erste Namensteil Sandeler verweist auf das in der Nähe liegende Kirchdorf Sandel, der zweite, Möns, kommt im Raum Jever / Wittmund mehrfach vor. Arend Remmers vermutet deshalb, dass Möns auf eine Bodenbeschaffung verweist und sich vom mittelniederdeutschen Mode für Schlamm herleitet und damit Sumpfige Gegend bedeuten würde. Andere denken an einen Personennamen und deuten Möns als Land des Mode.
Die erste belegte Nennung des Ortsnamens als Modensze stammt aus dem Jahr 1420 und befindet sich im Stader Copiar. Um 1602 lautet der Name Moense, 1645 Moens und ab 1871 Möns, auch Wester-Möns. Im Ortschaftsverzeichnis 1946 findet sich der Name Sandel-Möns. Der heutige Name Sandelermöns (Sandeler Möns) stammt aus dem Jahr 1955.

## Geschichte
Die Geschichte der Bauernschaft Sandelermöns reicht bis ins Mittelalter zurück. Auf ihrem Gebiet befand sich eine Burganlage, die vermutlich den Häuptlingen von Sandel gehörte und deren Reste um 1800 noch zu sehen waren.
Für das 17./18. Jahrhundert ist die Existenz einer Wassermühle belegt und für 1681 der Bau einer Pumpe, die das übschüssige Wasser über die Sandeler Sietwendung entsorgte. Um 1800 bestand die Bauernschaft aus drei Landgütern und fünf Landarbeiterstellen und galt als adeligfrei. Im Jahr 1817 verfügte die Ortschaft über 22 Feuerstellen und 121 Einwohner. Für 1855 sind im Ortschaftsverzeichnis 15 Wohnhäuser mit 18 Haushaltungen und 95 Einwohnern angegeben. 1925 lebten in Sandelermöns (mit der inzwischen eingemeindeten Ortschaft Heidhäuser) 145 Personen; 1950 hatte der Ort 115 und 1961 123 Einwohner. 1970 hatte sich die Einwohnerzahl auf 242 erhöht und damit fast verdoppelt.
Bis 1972 war Sandelermöns ein Ortsteil der bis 1972 selbständigen Gemeinde Cleverns-Sandel.
Im Jahr 2010 wurde der Kindergarten in Sandelermöns zugunsten eines Kindergartens im benachbarten Cleverns aufgelöst. Dies führte dazu, dass auch die Spielgeräte auf dem einzigen Spielplatz in Sandelermöns demontiert und nach Cleverns versetzt wurden. In der Bevölkerung regte sich heftiger Widerstand gegen diese Aktion sowie gegen den Verkauf des 1839 errichteten Gebäudes, in dem der Kindergarten untergebracht gewesen war. Die Proteste führten am 20. Juni 2009 zur Gründung des Dorfbürgerverein Sandelermöns und Umgebung e.V., der im Oktober 2011 den Zuschlag für die leerstehende Immobilie des ehemaligen Kindergartens erhielt. Der Verein will das Gebäude in Zukunft als Begegnungsstätte nutzen.

## Vereine
- Der KBV Min Jeverland Sandelermöns e. V. wurde 1913 gegründet und betreibt die friesischen Sportarten Klootschießen und Boßeln.[7]
- Der Dorfbürgerverein Sandelermöns besteht seit dem 20. Juni 2009.[8]